# 庵地焼
庵地焼（あんちやき）は、新潟県阿賀野市保田、通称庵地（あんち）地区で焼かれている陶器である。
「庵地の黒」といわれるほど、黒色の釉薬に特徴がある。元々は江戸時代から続く“保田焼”（現在の「安田焼」とは異なる）が前身で、同地には昭和の初期、村山、旗野、田村、井上の諸窯があったが、旗野窯を除く各窯は第二次世界大戦を前後に絶えた。旗野窯は、1878年（明治11年）に村松焼（現五泉市）で修業した旗野直太郎が起こした窯で、甕、鉢、皿、碗、徳利、片口などの食器のほか、湯たんぽ、火鉢、植木鉢などの雑器を焼いた。旗野嘉山（嘉一）が継承し、3代目の旗野義山（義夫）が研鑽努力し民芸窯としての地歩を固めた。義山没後は実子の三姉妹が継いだ。
昭和初期には宮之原謙や佐々木象堂らが滞在して秀作を生み、その名が全国に響き渡った経歴を持つ。また、近年では2005年に津村節子が同窯をモデルに小説『土恋』を発表、話題をよんだ。